# Mercador

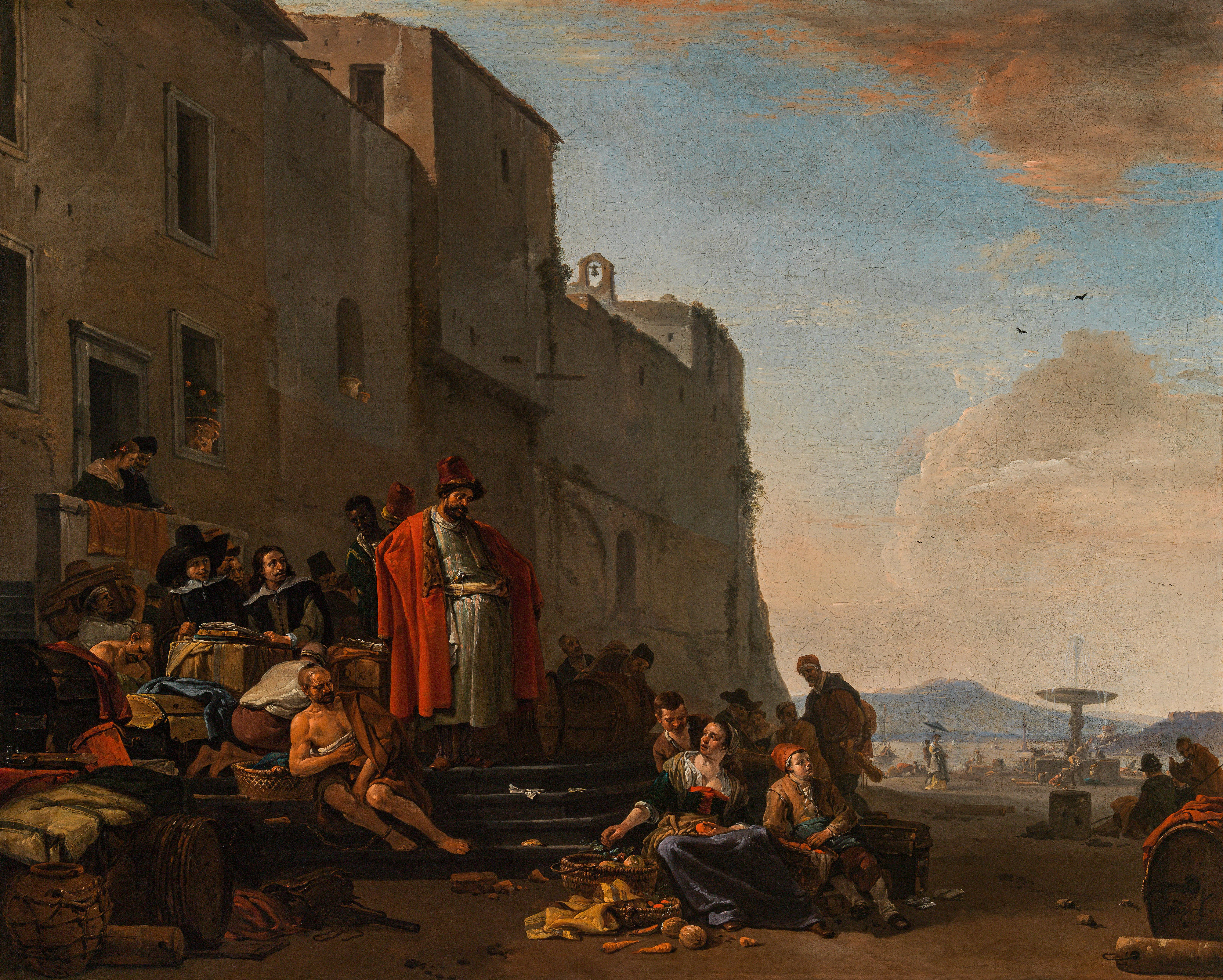
Mercadores em um porto do sul, por Thomas Wyck, c.1660

Mercador é uma pessoa ou "Homem de negócios" que tratava ou comercializava com géneros negociáveis, ou seja, bens ou mercadorias. É um termo praticamente obsoleto que foi substituído pelos termos comerciante, distribuidor ou até mesmo vendedor. 
Anteriormente, de acordo com a lei marítima e comercial, se denominava mercador o:
- o proprietário das mercadorias que embarcavam
- o transportador dos géneros e produtos
- o fretador de um navio com a sua mercadoria

## Tipos de mercadores
Havia diferentes tipos de mercadores como, por exemplo, os seguintes:
- mercador caixeiro: que comprava os géneros em bruto, os trabalhava e os embarcava ou vendia;
- mercador de rua: que atraía compradores, na via pública, para sua loja todos os dias (varejo ou retalho) (hoje designado retalhista);
- mercador de grosso: que comercializava em géneros por atacado (hoje designado grossista).

## Fonte
- Este artigo foi inicialmente traduzido, total ou parcialmente, do artigo da Wikipédia em castelhano cujo título é «Mercader», especificamente desta versão.